# Мазрае-є Насрабад
Мазрае-є Насрабад (перс. مزرعه ناصراباد) — село в Ірані, входить до складу дехестану Ровзех-Чай у Центральному бахші шахрестану Урмія провінції Західний Азербайджан.